# Rødovre Mighty Bulls
Pour les articles homonymes, voir RMB.
Les Rødovre Mighty Bulls (RMB) est un club de hockey sur glace de Rødovre au Danemark. Il évolue en Metal Ligaen l'élite danoise.

## Historique
Le club est créé en 1961. Il a remporté la AL-Bank ligaen à 6 reprises.

## Palmarès
- Championnat du Danemark :
  - Champion (6) : 1978, 1983, 1985, 1986, 1990, 1999.
  - Vice-champion (5) : 1979, 1981, 1982, 1991, 2001.

## Joueurs
| No    | Nom                    | Nat. | Position  | Arrivée                        |
| ----- | ---------------------- | ---- | --------- | ------------------------------ |
| +001, | William Rørth          |      | Gardien   | Formé au club                  |
| +031, | David Grubak           |      | Gardien   | 2023 - Rungsted Seier Capital  |
| +007, | Mikkel Persson         |      | Défenseur | 2022 - Heinolan Peliitat       |
| +028, | Måns Hansson           |      | Défenseur | 2022 -Kristianstads IK         |
| +041, | Sebastian Bergholt     |      | Défenseur | 2023 Rungsted Seier Capital    |
| +055, | Lasse Lagerbon Carlsen |      | Défenseur | Formé au club                  |
| +078, | Edvard Lundmark        |      | Défenseur | Formé au club                  |
| +082, | Kyle Hallbauer         |      | Défenseur | 2023 - Thunder de l'Adirondack |
| +094, | Anton Als              |      | Défenseur | Formé au club                  |
| +004, | Christian Juhl Thunbo  |      | Attaquant | 2022 - Odense Bulldogs         |
| +011, | Mads Eller             |      | Attaquant | 2022 - SønderjyskE             |
| +013, | Frank Gymer            |      | Attaquant | 2022 - Lillehammer IK          |
| +017, | Mikkel Jensen          |      | Attaquant | 2022 - SønderjyskE             |
| +018, | Sami Moilanen          |      | Attaquant | 2023 - Tappara                 |
| +019, | Brandon Magee          |      | Attaquant | 2023 - GKS Katowice            |
| +024, | Niclas Krarup          |      | Attaquant | Formé au club                  |
| +067, | Oliver Marklund        |      | Attaquant | 2022 - Herlev Eagles           |
| +087, | Marcus Almquist        |      | Attaquant | 2023 - Royals de Victoria      |
| +090, | Alex Haunstoft         |      | Attaquant | 2023 - Generals de Richmond    |
| +091, | Christopher Rübenach   |      | Attaquant | Formé au club                  |